# DeLía
DeLía (* 7. März 1981 in Berlin; bürgerlicher Vorname Denise, Nachname unbekannt) ist eine deutsche Popsängerin.

## Leben und Wirken
Sie wurde als mittleres von drei Geschwistern geboren und wuchs in Schwanebeck auf. Nach ihrem Abitur am Carl-Friedrich-Gauß-Gymnasium in Berlin-Buch nahm sie an der Europa-Universität Viadrina in Frankfurt (Oder) ein Studium der Kulturwissenschaft auf.
Ihre musikalische Laufbahn begann im Alter von 16 Jahren, als sie zusammen mit drei Freundinnen Janine, Irina, Katta eine Band ins Leben rief. Per Losentscheid wurde sie zur Sängerin bestimmt. In der Folge diente sie in weiteren Bands als Frontfrau, der kommerzielle Erfolg blieb jedoch aus. Schließlich wurde sie beim Vorsingen für einen Werbetrailer von einem Produzenten entdeckt, mit dem sie ihre selbstgeschriebene Debütsingle Du W*chser einspielte. Der Song lehnt sich musikalisch an den chansonhaften Stil von Annett Louisan an. In dem als vordergründige Provokation konstruierten Text rechnet sie mit ihrem ehemaligen Freund ab, auf den sie wiederholt hereingefallen ist.
Nach der Veröffentlichung Ende März 2006 erreichte die Single in Deutschland und in Österreich die Charts. Es war ein Album geplant. Dieses wurde jedoch nie veröffentlicht.